# مستبدل

جزيء أوكتان استبدلت فيه 3 ذرات هيدروجين بثلاثة مجموعات: ذرة بروم، مجموعة ميثوكسيل، ومجموعة إيثيل. الثلاثة باللون الأزرق.

المستبدل (أو المتبادل) هي ذرة أو مجموعة من الذرات استبدلت ذرة هيدروجين في سلسلة هيدروكربون؛ أي أن المستبدل وأحيانا يسمى «بقية» يحل محل ذرة هيدروجين في أحد المركبات الكيميائية العضوية (هيدروكربون). وقد يعني مستبدل تعبيرات أخرى مثل سلسلة فرعية أو مجموعة لوصف فرع في سلسلة أصلية.
وقد تستخدم تعبيرات أخرى في كيمياء المبلمرات. وترتبط في المبلمرات سلاسل جانبية إذ ترتبط بالسلسلة الأصلية. أما في البروتينات فترتبط السلاسل الجانبية بألفا كربون في أصل حمض أميني.
وتستخدم اللاحقة "-يل" yl (تعني مرتبط بـ)" لتسمية المركبات العضوية التي تحتوي على رابطة منفردة مستبدلة لذرة هيدروجين. وتستخدم -ylidene و -ylidyne للتعبير عن رابطة ثنائية ورابطة ثلاثية على التوالي. كما نسمي الهيدروكربونات التي تحتوي على مستبدل بإعطائها أرقاما للتعريف بذرة الكربون المرتبط بها المستبدل، وخصوصا عندما يكون تحديد نوع المتصاوغ ضروريا.
والجملة الأكثر استبدالا most-substituted والأقل استبدالا least-substituted تستخدم بكثرة لوصف وتوقع النواتج. فمثلا:
- تتوقع قاعدة ماركوفنيكوف على أن الهيدروجين يضاف على كربون الألكين المرتبط بعدد ذرات هيدروجين أكثر.
- قاعدة زايتسيف تتوقع أن معظم نواتج التفاعل هو الألكين الذي به مستبدلات (على هيئة رابطة مزدوجة) أكثر سيكون هو الناتج الغالب.

## مثال آخر
في النتروبنزين استبدلت ذرة هيدروجين في حلقة البنزين بالمجموعة NO2-، وتسمى تلك المجموعة عندئذ مستبدل، وأحيانا توصف حلقة البنزين في هذا التكوين بالرمز العام «الحرف R» المأخوذ من كلمة Rest، أي «بقية». (انظر مجموعة وظيفية)